# 安藤寛夫
安藤 寛夫（あんどう ひろお）は、日本の実業家、デザイナー。
1976年（昭和51年）に自由ヶ丘にオープンした昭和30年代をコンセプトにした駄菓子屋「となりのみよちゃん」の創業者兼デザイナー。

## 人物・来歴
昭和30〜38年までの9年間、渋谷区立富ヶ谷小学校、渋谷区立上原中学校に通っており、その間、自宅の30m程先にあった富ヶ谷1丁目の駄菓子屋「こんどう」に毎日のように通っていた。
この原体験が「となりのみよちゃん」のコンセプトでもあり、重要なアイデンティティーとなる。
その後、多摩美術大学グラフィックデザイン科を卒業、大手レコード会社を経て27才の時に「となりのみよちゃん」を創業。後に多くのレトロ系オリジナル商品を制作している。
当時、「となりのみよちゃん」が掘り起こした駄菓子や小物玩具類が再び市民権を得て、現在ではコンビニやスーパーの定番商品にもなっているものもある。